# Irish League 1913/1914
Dvacátý čtvrtý ročník Irish League (1. irské fotbalové ligy) se konal za účasti již nově s osmi kluby. Titul získal podvanácté ve své klubové historii Linfield FC.